# 潇洒有情天
《潇洒有情天》（英語：Boys on the Side）是赫伯特·罗斯1995年执导的一部美国喜剧剧情片（这是他导演的最后一部作品）。影片由琥碧·戈柏、茱兒·芭莉摩和瑪麗-露易斯·帕克主演，她们在片中分别饰演三个正在进行跨国公路旅行的朋友。由唐·魯斯担任该片编剧。